# Maria Caecilia Attenhofer
Maria Caecilia Attenhofer (Zurzach, 20 augustus 1675 (?) - Einsiedeln, 26 mei 1753) was een Zwitserse moeder-overste.

## Biografie
Maria Caecilia Attenhofer was een dochter van Johann Jacob Attenhofer en van Maria Magdalena Frei. In 1693 legde ze haar kloostergeloften af, waarna ze van 1725 tot 1727 adjunct-overste was en vervolgens van 1727 tot 1743 en van 1746 tot 1753 moeder-overste van het klooster. Nadat ze in 1743 was afgezet vanwege haar autoritarisme, hernam ze in 1746 de leiding over het klooster.
In der Au nabij Einsiedeln in het kanton Schwyz. In 1727 werd het klooster van simonie beschuldigd. Dankzij Attenhofer verkreeg het klooster echter bescherming van Schwyz. Dit was niet naar de zin van Thomas Schenkli, abt van de nabijgelegen abdij van Einsiedeln, die het klooster onder zijn gezag wist te plaatsen.
Attenhofer versterkte het religieuze leven van haar gemeenschap. Het klooster verkreeg voordelen uit diverse stichtingen en verkreeg tevens toelatingen om aflaten te verkopen. Daarnaast verkreeg het klooster ook een kruisweg. De gemeenschap ging schulden aan om een nieuwe noordoostelijke vleugel te kunnen bouwen en legde zich naast het fokken van vee en paarden ook toe op onder andere het spinnen van wol (1742).
- Gemeinsame Normdatei: 1071364022
- Historisch woordenboek van Zwitserland: 026567
- Virtual International Authority File: 315961920